# San Jerónimo, Huasca de Ocampo
San Jerónimo är en ort i Mexiko.   Den ligger i kommunen Huasca de Ocampo och delstaten Hidalgo, i den sydöstra delen av landet, 100 km nordost om huvudstaden Mexico City. San Jerónimo ligger 2 141 meter över havet och antalet invånare är 463.
Terrängen runt San Jerónimo är kuperad. Runt San Jerónimo är det ganska tätbefolkat, med 93 invånare per kvadratkilometer. Närmaste större samhälle är Pachuca de Soto, 19,3 km sydväst om San Jerónimo. I omgivningarna runt San Jerónimo växer i huvudsak blandskog.